# Alta Valle Intelvi
Alta Valle Intelvi är en kommun i provinsen Como i Lombardiet i norra Italien. Kommunen bildades den 1 januari 2017 genom en sammanslagning av de tre kommunerna Lanzo d'Intelvi, Pellio Intelvi och Ramponio Verna. Kommunen hade 2 946 invånare (2018).

## Frazioni
Alta Valle Intelvi består av följande frazioni:
- Lanzo d'Intelvi
- Pellio Intelvi
- Ramponio
- Scaria
- Verna